# Oja Kodar
Oja Kodar (ursprünglich Olga Palinkas; * 1941 in Dubrava nahe Zagreb) ist eine kroatische Schauspielerin, Drehbuchautorin und Regisseurin.
Kodar war über zwanzig Jahre bis zu dessen Tod die Lebensgefährtin von Orson Welles, obgleich dieser stets mit seiner dritten Ehefrau Paola Mori verheiratet blieb. Beide lernten sich im Jahr 1961 in Zagreb kennen, als Welles sich in der Stadt zu den Dreharbeiten für den Film Der Prozeß aufhielt. Bei mehreren der meist unvollendet gebliebenen Projekte in Welles’ Spätphase assistierte sie ihm als Drehbuchautorin. Oja Kodar arbeitete unter anderem am Drehbuch des nicht zu Lebzeiten von Welles vollendetem Filmprojektes The Other Side of the Wind mit und spielte in diesem Film auch eine wichtige Rolle. Ferner war sie an seiner Seite in dem unvollendeten Film The Deep (1966–69) und in Das Geheimnis des Nikola Tesla (1980) zu sehen. 
Nach dem Tod von Welles arbeitete sie selbst als Filmemacherin und inszenierte zwei Spielfilme sowie die Dokumentation Orson Welles: The One-Man Band. Über Jahrzehnte hielt Kodar die Rechte an dem Filmmaterial des unvollendeten The Other Side of the Wind und verkaufte diese schließlich 2017 an Netflix, wo der Film fertiggestellt und im darauffolgenden Jahr veröffentlicht wurde.

## Filmografie (Auswahl)
Als Schauspielerin
- 1961: Dienstreise im Schlafwagen (Sudar na paralelama)
- 1965: Der unheimliche Mörder (Sursis pour un espion)
- 1966–1969: The Deep (unvollendetes Welles-Projekt)
- 1972: Don Quixote (unvollendetes Welles-Projekt)
- 1973: F wie Fälschung (F for Fake, Dokumentarfilm, Kodar auch Drehbuchautorin)
- 1980: Das Geheimnis des Nikola Tesla (Tajna Nikole Tesle)
- 1980–1982: The Dreamers (unvollendetes Welles-Projekt, Kodar auch Drehbuchautorin)
- 1987: Ein Tag für die Liebe – Someone to Love (Someone to Love)
- 2018: The Other Side of the Wind (bereits in den frühen 1970ern gedreht, Kodar auch Drehbuchautorin)

Ausschließlich hinter der Kamera
- 1989: Jaded (als Regisseurin, Drehbuchautorin und Produzentin)
- 1992: Don Quijote de Orson Welles (Mitproduzentin und Überwacherin der Jess-Franco-Fassung des unvollendeten Don Quixote)
- 1993: Vrijeme za... (als Regisseurin und Produzentin)
- 1995: Orson Welles: The One-Man Band (Dokumentarfilm)
- 1999: Die Akte Romero (The Big Brass Ring, als Drehbuchautorin – basierend auf einem alten Drehbuch von Kodar und Welles)